# Litsea pickeringii
Litsea pickeringii är en lagerväxtart som beskrevs av Benth. & Hook. f. och Emmanuel Drake del Castillo. Litsea pickeringii ingår i släktet Litsea och familjen lagerväxter. Inga underarter finns listade i Catalogue of Life.